# ガイ (ゴリラ)

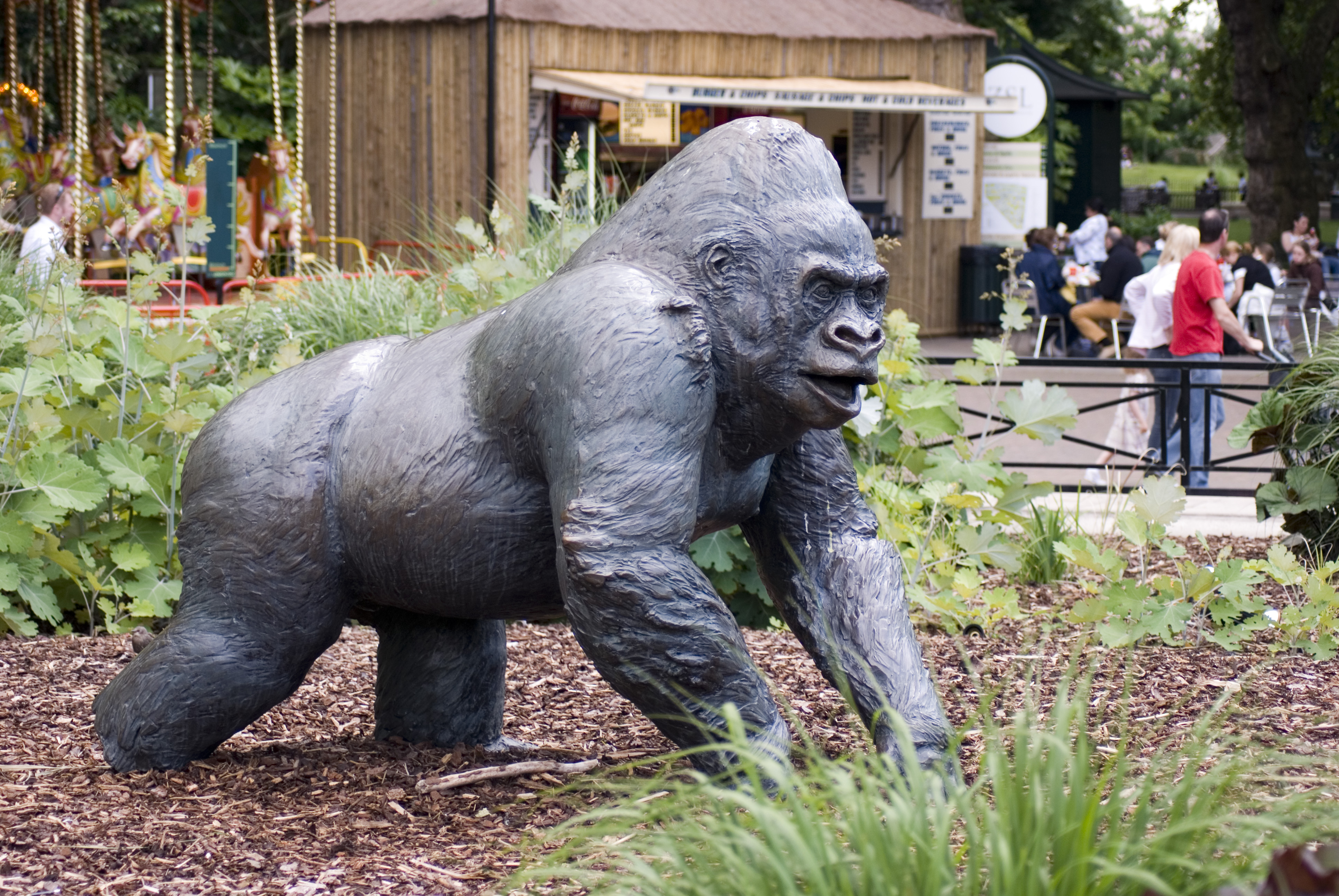
ロンドン動物園にあるガイの像（2008年）ウィリアム・ティマイム作

ガイ（Guy the Gorilla、1946年 - 1978年）は、イギリス・ロンドンのロンドン動物園で飼育されていたオスのニシローランドゴリラである。
1960年代から1970年代にかけてロンドン動物園で最も有名な動物であり、子供向けのテレビ番組及び自然史や野生生物のドキュメンタリーに頻繁に登場したほか、同園で最も愛された動物のうちの1頭でもあり、誕生日（5月30日）には毎年多くのバースデーカードを受け取っていた。

## 生涯
1947年11月5日、1頭の幼いゴリラがロンドン動物園に来園した。この日はガイ・フォークス・ナイトにあたり、そのためこのゴリラは「ガイ」と名付けられた。幼いゴリラはガイ・フォークス・ナイトを祝って一晩中打ち上げられる花火の音に怯え、飼育係のそばを自分が寝つくまで離れなかった。
来園時の体重はちょうど23ポンド（約10.43キログラム）で、小さな木箱の中に入れられ、ブリキの湯たんぽにしがみついていた。1974年10月7日付の「デイリー・メール」紙はガイの逸話を報道したが、その中には幼年期の話も含まれていた。幼い頃のガイは、よく飼育担当者たちと取っ組み合いをして遊んでいた。ガイはいつまでも遊びたがっていたため、しまいには飼育係長を助け出す羽目にまで陥ったという。
ガイは1941年に死亡した「Meng」というゴリラの代わりとして、ロンドン動物園に来園することになったのだった。ガイはパリの動物園のためにフランス領カメルーン（en:French Cameroons)で捕獲されて、シマウマ及びトラと交換された。パリの動物園の管理者は、ガイのつがいとなる適当なメスの個体を見つけるために、西アフリカに指示を送っていた。
アメリカ合衆国の俳優・パントマイミストのダニエル・リクター（en:Daniel Richter (actor) ）は、 映画『2001年宇宙の旅』（1968年）でヒトザルのリーダー「月を見るもの」（Moonwatcher）を演じた。リクターは映画のプリプロダクション期間中に、熱心にガイのしぐさや振る舞いを研究して、その一部を演技に反映させた。
ロンドン動物園もガイとともに暮らす個体を見つけるため、世界中の動物商や動物園に要請を送っていた。そして、1969年にチェシントン動物園（en:Chessington World of Adventures#Chessington Zoo）で飼育されていた「ロミー」（Lomie）という名の5歳のメスが提供された。ロミーはガイと顔合わせする前に、1年間ロンドン動物園の古いサル飼育舎に住んだ。1971年、新しく類人猿及びサル飼育舎が完成して、ガイとロミーはようやく同居を開始した。しかし、ガイは人間のもとで過ごした年月が25年に及んだため、ロミーとの間に子孫を残すことができなかった。
ローランドゴリラは世界最大の霊長類である。ガイの身体測定が1966年と1971年に実施された。体重は520ポンド（約235.89キログラム）、身長は5フィート4インチ（約1.63メートル）、腕のリーチは9フィート（約2.74メートル）あった。上腕部は23.5インチ（約59.69センチメートル）、大腿部は28インチ（約71.12センチメートル）、首回りは36インチ（約91.44センチメートル）を測った。
ガイは見た目こそ恐ろしげであったが、性格は非常に穏やかであった。小鳥が類人猿飼育舎の檻の中に飛び込んできたとき、ガイは自らの手のひらに小鳥をすくい上げてそっと様子を確かめ、その後放してやっている姿がしばしば目撃されていた。この優しさが、ガイの人気の大きな部分を占めていたといわれる。
1978年、ガイは虫歯の手術中に心臓発作を起こして、推定年齢31歳または32歳で死亡した。剖検の結果、ガイは明らかに肥満していたことが判明した。虫歯と肥満の原因は、動物園の観客たちがガイに甘い菓子類を大量に与え続けたことにあった。その死の知らせに、動物園には痛烈な抗議の手紙が大量に送りつけられたという。
ガイは、ロンドン動物園で最も忘れがたい動物であった。ジェーン・グドール、ビルーテ・ガルディカス（en:Birutė Galdikas）、そしてダイアン・フォッシーなどの動物行動学者による野生の類人猿の研究成果が霊長類に対する市民の態度を変えていく間、テレビでの自然史や野生生物のドキュメンタリーによって世間の人々による動物の行動に対する認識は改善されつつあった。

## 彫像や剥製など

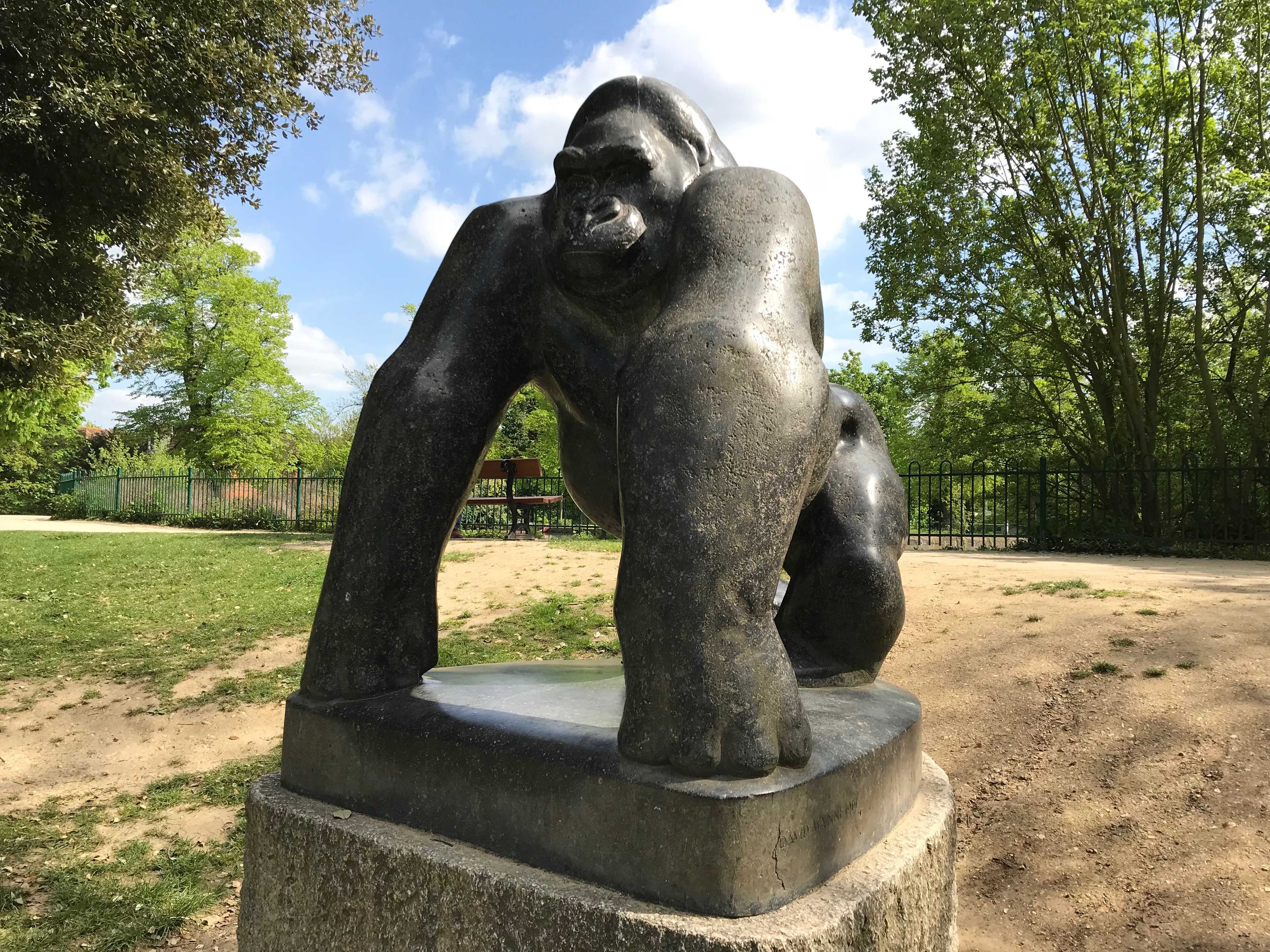
デビッド・ウィン作「ゴリラ」

ガイが存命中の1961年、彫刻家のデイヴィッド·ウィン（en:David Wynne (sculptor) がクリスタル・パレス・パーク（en:Crystal Palace Park）にその彫像を造っていた。死後、ガイはロンドン自然史博物館に運搬され、剥製師のリーダーであるアーサー・ヘイワードが、剥製として展示するための準備にかかった。苦心の末に9か月間を費やして、1982年11月にロンドン自然史博物館でガイの剥製が展示された。数年後、ガイは公開展示の場から科学的研究コレクションに移動させられた。2012年後半の時点では、ガイの剥製は博物館内のカドガンギャラリーにおいて、新しい「宝物」展示の一部として公開の場に戻されている。
1982年に、彫刻家ウィリアム・ティマイム（en:William Timym）はガイの記念として銅像を造り上げた。この像は、ロンドン動物園の正面入口の近くで、ガイが生涯最後の数年を過ごした類人猿及びサル飼育舎付近にある。ティマイムは、ガイの肖像画も油絵で描いた。この肖像画は、ロンドン動物学会図書館に飾られている。